# Mimma Zavoli
Mimma Zavoli, née le 13 février 1963 à Santarcangelo di Romagna, est une enseignante et femme d'État saint-marinaise, membre du Mouvement civique 10. Elle est capitaine-régente de Saint-Marin, avec Vanessa D'Ambrosio, entre le 1er avril et le 1er octobre 2017.